# رز گریوز
رز لوئیز گریوز (به انگلیسی: Rose Louise Greaves) (متولد ۱۲ فوریه ۱۹۲۵ - متوفی ۹ آوریل  ۲۰۱۷) پروفسور بازنشسته تاریخ و استاد مطالعات روسیه و اروپای شرقی،  متخصص پترولیوم و نفت در منطقه ایران بود و به عنوان استاد تاریخ نظامی به طور گسترده با ارتش ایالات متحده کار کرد.
او متولد شونی، کانزاس بود. او دختر ارنست و آیرنه کاقلین (Irene Coughlin) بود.
پروفسور گریوز در سال ۱۹۶۸ تدریس در دانشگاه کانزاس را آغاز کرد. سایر انتصابات هیئت علمی در حرفه او شامل کالج بدفورد در دانشگاه لندن، دانشگاه تورنتو، کالج سنت آنتونی در دانشگاه آکسفورد، به عنوان یک محقق مدعو در کالج ولفسون در دانشگاه کمبریج و برنامه های ترم دریای دانشگاه پیتسبورگ.
او در نوشتن جلد هفتم تاریخ ایران کمبریج مشارکت داشت.